# San Miguel Island (Kalifornien)
San Miguel Island ist eine Insel, die zur Inselgruppe der kalifornischen Kanalinseln gehört. Sie ist mit 37,74 Quadratkilometern die sechstgrößte von acht Inseln und liegt im Santa Barbara County.
San Miguel Island ist dreizehn Kilometer lang und bis zu sechs Kilometer breit. Von 1850 bis 1948 brachten Viehzüchter Schafe auf die Insel, später nutzte die US Navy die Insel. Heute ist San Miguel Bestandteil des Channel-Islands-Nationalparks.
Der amerikanische Schriftsteller T. C. Boyle hat seinen gleichnamigen Roman auf der Insel angesiedelt (San Miguel, 2012).

## Weblinks

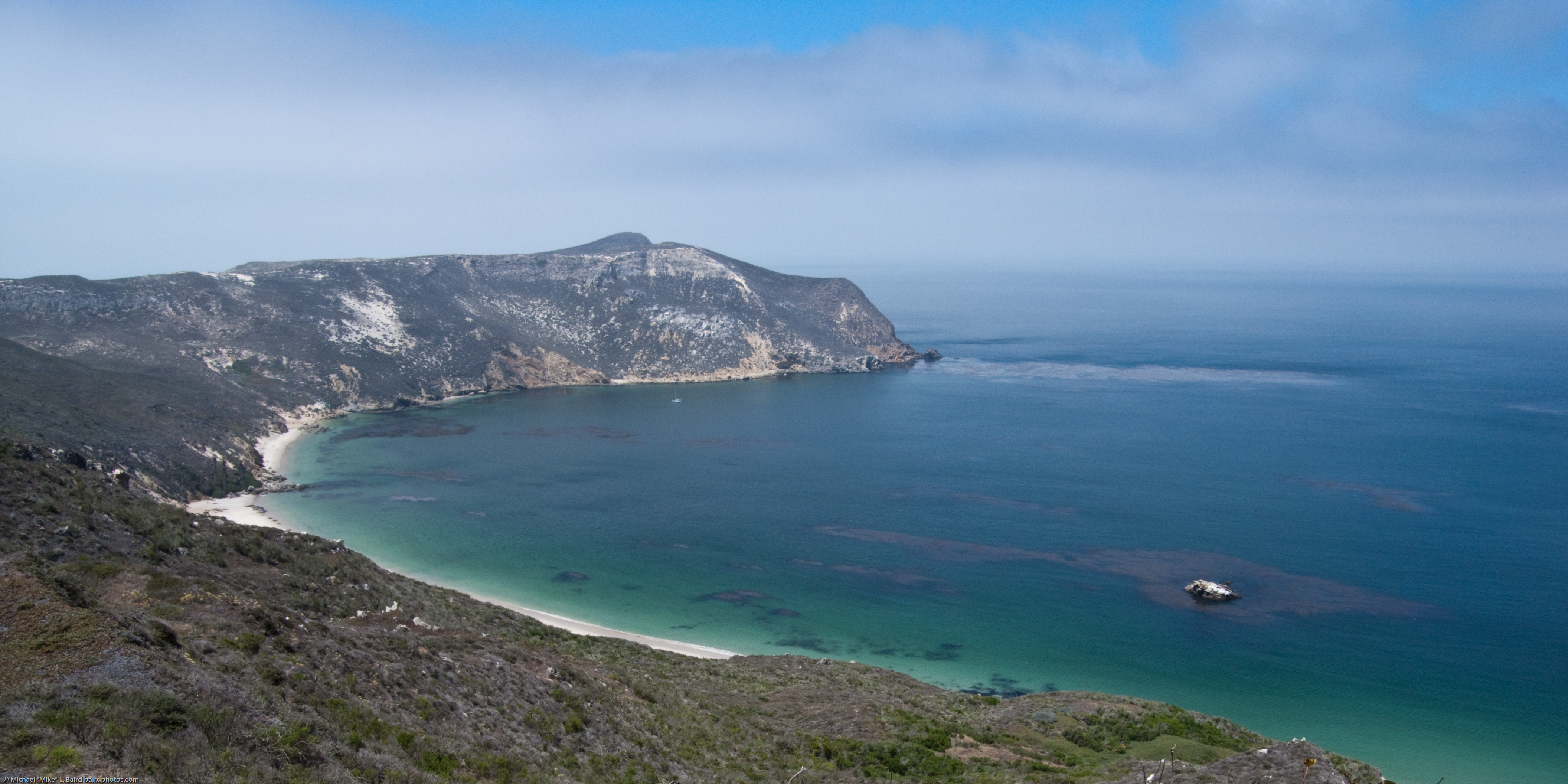
Küste von San Miguel Island